# Joan Crespo
Joan Crespo Sistiaga (San Sebastián, 29 de enero de 1988) es un deportista español que compite en piragüismo en la modalidad de eslalon.
Ganó cuatro medallas en el Campeonato Mundial de Piragüismo en Eslalon entre los años 2009 y 2021, y una medalla de bronce en el Campeonato Europeo de Piragüismo en Eslalon de 2016.

## Palmarés internacional
| Campeonato Mundial | Campeonato Mundial             | Campeonato Mundial | Campeonato Mundial |
| Año                | Lugar                          | Medalla            | Competición        |
| ------------------ | ------------------------------ | ------------------ | ------------------ |
| 2009               | Seo de Urgel (España)          | Medalla de bronce  | K1 por equipos     |
| 2019               | Seo de Urgel (España)          | Medalla de oro     | K1 por equipos     |
| 2019               | Seo de Urgel (España)          | Medalla de bronce  | K1 individual      |
| 2021               | Bratislava (Eslovaquia)        | Medalla de bronce  | K1 individual      |
| Campeonato Europeo |                                |                    |                    |
| Año                | Lugar                          | Medalla            | Competición        |
| 2016               | Liptovský Mikuláš (Eslovaquia) | Medalla de bronce  | K1 por equipos     |